# Ściga purpurowa
Ściga purpurowa (Pyrrhidium sanguineum) – chrząszcz z rodziny kózkowatych. Występuje w Polsce. Osiąga długość do 12 mm. Zamieszkuje dąbrowy.